# Яхт-клуб (Таганрог)
Яхт-клуб — двухэтажное здание в городе Таганроге на берегу Таганрогского залива.
Адрес: г. Таганрог, ул. Портовая, 1-2.

## История
Таганрогский яхт-клуб был основан в 1908 году на собрании в Коммерческом клубе, там же первоначально находилось его правление. Первое деревянное здание для Яхт-клуба было построено в 3-й четверти XIX века. Здание было построено на средства «Русского общества пароходства и торговли». Рядом с клубом находились пристань и агентство пароходства.
Деревянное здание имело оригинальную архитектуру с шатровыми башенками и балконами. На балконы вела витая лестница с фигурными балясинами. В здании был ресторан и бильярд. Ресторан в Яхт-клубе располагался на воде в гавани. До революции членами яхт-клуба были представители привилегированного сословия. Вход в клуб совершался только по рекомендации членов клуба, входная плата составляла двадцать пять копеек. В 1910 году ресторан содержал Т. Новомлинский, в ресторане ежедневно играл оркестр.
В яхт-клубе было около двадцати шлюпок, на которых желающие могли совершать прогулки по заливу, здесь же стояли стояли частные яхты и катера. В праздничные дни в клубе организовывали экскурсии на шлюпках до дачи Кулжинского и до городского сада.

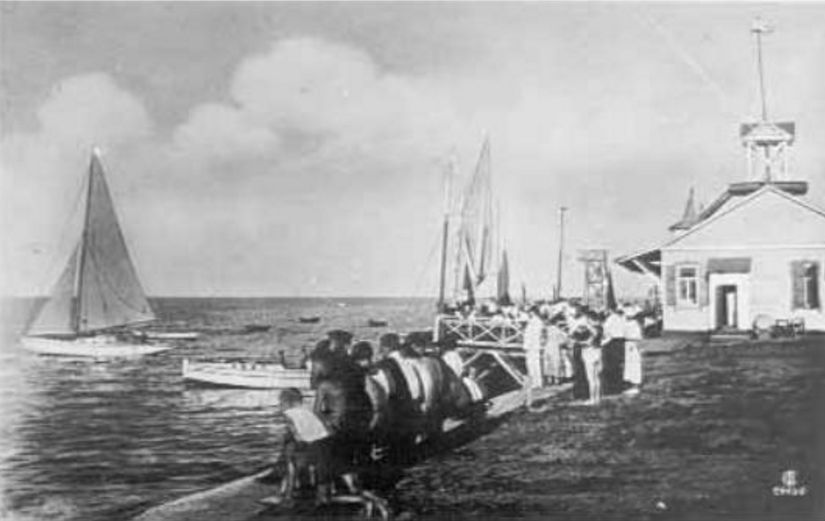
Яхт-клуб, 1936 г.

В 1930—1950-е годы в яхт-клубе тренировались спортсмены — мастера парусного и гребного спорта. В январе 1950 года Республиканский комитет по делам физкультуры и спорта вынес решение о строительстве в Таганроге 1-й очереди нового яхт-клуба. Новое здание было построено к 1952 году на месте снесенного старого здания. Проект здания выполнил архитектор  Владимир Иванович Григор.
Новое здание оборудовано кают-компанией, там имелись конференц зал, учебные классы, буфет и бытовки. Была также смотровая площадка и башня.
В настоящее время (2017) новый яхт-клуб является республиканской школой олимпийского резерва номер 3. С 1948 года здесь ежегодно проводятся ночные гонки на приз газеты «Таганрогская правда», всероссийские чемпионаты и первенства для школьников, студентов и взрослых спортсменов.